# Риц (театр)
Театр Риц (англ. Ritz Theatre) — историческое театральное здание в городе Линкольн, Линкольншир, Великобритания.

## История
Здание театра построено в 1937 году и использовалось по назначению в течение всего XX века.
В период 1985 — 1998 годов был популярным частным кинотеатром и театром.
В конце этого периода в зале демонстрировались только кинофильмы, и с открытием кинотеатра Odeon он был в конце концов закрыт. В 2013 году кинотеатр «Риц» был реставрирован и открыт заново Питом Джендерсом, но в конце августа 2017 года кинотеатр был закрыт после окончания срока аренды здания.
Сейчас в здании работает паб.
На сцене театра выступалиSister Sledge — американская музыкальная группа из Филадельфии, штат Пенсильвания
В 1990 году — британская рок-группа The Notting Hillbillies, во время концерта был записан бутлег.
Ховард Кил— американский актёр и певец.
Дэнни Ла Ру — ирландский актёр.